# Culture di Nøstvet e Lihult
La cultura Nøstvet (ca 6200 a.C.-3200 a.C.) e la cultura Lihult sono due culture mesolitiche molto simili della preistoria scandinava derivati dalla precedente cultura di Fosna-Hensbacka. Sono così varie e vagamente definite che sono definibili più come tradizioni che come culture archeologiche vere e proprie.
La cultura Nøstvet apparve intorno al Oslofjord e lungo la costa norvegese fino a Trøndelag, mentre la cultura Lihult si diffuse nella Svezia costiera occidentale. 
Le genti Nøstvet vivevano in insediamenti aperti. Usavano asce e microliti di varie rocce levigate, come il quarzo, la quarzite e la selce. Vivevano principalmente di caccia (tra cui mammiferi marini) oltre che di pesca e raccolta. La dimensione degli insediamenti crebbe nel tempo, fatto che riflette un aumento della popolazione dovuto all'adozione di uno stile di vita più sedentario.
In Scandinavia meridionale, i suoi vicini furono prima la cultura di Kongemose (circa 6000 a.C.-5200 a.C.) e successivamente la cultura di Ertebølle (circa 5200 a.C-4000 a.C.).
Intorno al 4000 a.C., le culture di Nøstvet e Lihult furono rimpiazzate dalla cultura del bicchiere imbutiforme e scompaiono dalla documentazione archeologica.